# 平面对针虫
平面对针虫（学名：Amphibelone hydrotomica）为异长针虫科对针虫属的动物。分布于太平洋、大西洋、地中海，包括东海等海域。